# Dziury w całym (singel Voo Voo)
Dziury w całym – singel zespołu Voo Voo promujący album Płyta z muzyką. Nagrań dokonano w drewnianym spichlerzu w Janowcu nad Wisłą oraz w Media Studio w Warszawie.

## Lista utworów
| 1. | "Dziury w całym"(radio edit)                                                           | 3:53  |
|    | - Wojciech Waglewski – muzyka i słowa - wersja radiowa                                 |       |
| 2. | "Dwójnia"                                                                              | 5:16  |
|    | - Wojciech Waglewski – muzyka i słowa - wersja z Płyty z muzyką                        |       |
| 3. | "Kokoryn II"                                                                           | 2:18  |
|    | - Mateusz Pospieszalski – muzyka - Krzysztof Nogieć – słowa - Jan Peszek – głos ludzki |       |
|    |                                                                                        | 11:27 |
|    |                                                                                        |       |

## Muzycy
Voo Voo w składzie:
- Wojciech Waglewski
- Mateusz Pospieszalski
- Piotr Stopa Żyżelewicz
- Karim Martusewicz

Kwartet Smyczkowy Leggiero w składzie:
- Grzegorz Lalek
- Marta Kwaśniak-Orzęcka
- Roman Protasik
- Patryk Rogoziński

## Realizacja
- Piotr "Dziki" Chancewicz – mix i realizacja
- Leszek Kamiński – mix i mastering
- Julita Emanuiłow – mastering
- Zbigniew Stelmasiak – mastering